# Список самых кассовых киноактёров
В списке Forbes ниже приведены не окончательные списки актеров с самыми высокими кассовыми сборами в карьере. Существуют списки кассовых сборов, которые не скорректированы на инфляцию, а также списки по количеству проданных кассовых билетов.

## Валовой кассовый доход
Из-за долгосрочного влияния инфляции на цены билетов в кинотеатры, список, не скорректированный на инфляцию, придает гораздо больший вес более поздним актерам. Таким образом, списки валового дохода в значительной степени бессмысленны для сравнения актерских карьер, разделенных во времени, поскольку многие актеры из более ранних эпох никогда не появятся в современном нескорректированном списке, несмотря на то, что их фильмы добились более высокого коммерческого успеха с поправкой на повышение цен.

### Главные роли
В этот список включены только главные роли, включая озвучку.
 Затенение фона указывает на актеров, чьи фильмы в настоящее время идут в кинотеатрах.
| Рейтинг | Актер                  | Всего по всему миру | Самый кассовый фильм                             | Фильмы | Средний      |
| ------- | ---------------------- | ------------------- | ------------------------------------------------ | ------ | ------------ |
| 1       | Сэмюэл Л. Джексон      | $14,634,799,988     | Мстители: Финал ($2 797 800 564)                 | 64     | $224,071,059 |
| 2       | Скарлетт Йоханссон     | $14,563,500,045     | Мстители: Финал ($2 797 800 564)                 | 32     | $453,784,823 |
| 3       | Роберт Дауни-младший . | $14,346,051,212     | Мстители: Финал ($2 797 800 564)                 | 43     | $334,793,724 |
| 4       | Зои Салдана            | $14,255,850,341     | Аватар ($2,845,899,541)                          | 28     | $392,034,243 |
| 5       | Крис Пратт             | $14,159,070,818     | Мстители: Финал ($2,797,800,564)                 | 20     | $578,510,482 |
| 6       | Крис Хемсворт          | $12,220,606,157     | Мстители: Финал ($2 797 800 564)                 | 25     | $448,031,412 |
| 7       | Вин Дизель             | $12,091,318,603     | Мстители: Война бесконечности ($2,048,359,754 )  | 26     | $405,292,508 |
| 8       | Том Круз               | $12,080,022,625     | Лучший стрелок: Индивидуалист ($ 1 244 439 035 ) | 43     | $259,736,405 |
| 9       | Дуэйн Джонсон          | $11,480,835,020     | Форсаж 7 ($1,511,986,364)                        | 28     | $401,818,477 |
| 10      | Брэдли Купер           | $11,420,187,278     | Мстители: Финал ($2 797 800 564)                 | 54     | $197,983,025 |

### Все роли
В этот список входят камео и озвучивание. Количество фильмов взято из исходных цифр и может не точно соответствовать связанной фильмографии.
| Рейтинг | Актер                  | Всего по всему миру           | Самый кассовый фильм                                | Фильмы | Средний      |
| ------- | ---------------------- | ----------------------------- | --------------------------------------------------- | ------ | ------------ |
| 1       | Стэн Ли                | $30,606,129,162               | Мстители: Финал ($2 797 800 564)                    | 49     | $624,614,881 |
| 2       | Сэмюэл Л. Джексон      | $27,685,093,147               | Мстители: Финал ($2 797 800 564)                    | 138    | $200,616,617 |
| 3       | Фрэнк Уэлкер           | $17,443,260,126               | "Трансформеры: Темная сторона Луны ($1,123,794,079) | 112    | $155,743,394 |
| 4       | John Ratzenberger      | $16,769,039,846               | Суперсемейка 2 ($1 242 805 359)                     | 52     | $322,481,536 |
| 5       | Роберт Дауни-младший . | $15,728,895,535               | Мстители: Финал ($2,797,800,564)                    | 67     | $234,759,635 |
| 6       | Боб Берген             | $15,710,936,796               | "Миньоны ($1,159,631,140)                           | 60     | $261,848,947 |
| 7       | Скарлетт Йоханссон     | $15,386,342,862               | Мстители: Финал ($2 797 800 564)                    | 50     | $307,726,857 |
| 8       | Энди Серкис            | $15,198,468,013               | "Звездные войны: Пробуждение силы ($2,064,615,817)  | 35     | $434,241,943 |
| 9       | Бенедикт Камбербэтч    | $15,048,203,461               | Мстители: Финал ($2 797 800 564)                    | 42     | $358,290,559 |
| 10      | Алан Тьюдик            | $15,014,239,481[сомнительный] | Холодное сердце 2 ($1,445,182,280)                  | 40     | $375,355,987 |
| 11      | Уорик Дэвис            | $14,979,492,849[сомнительный] | "Звездные войны: Пробуждение силы ($2,064,615,817)  | 24     | $624,145,535 |
| 12      | Джон Фавро             | $13,948,026,154               | Мстители: Финал ($2,797,800,564)                    | 41     | $340,195,760 |
| 13      | Крис Эванс             | $13,726,823,260               | Мстители: Финал ($2,797,800,564)                    | 41     | $334,800,567 |
| 14      | Пол Беттани            | $13,401,964,370[сомнительный] | Мстители: Финал ($2,797,800,564)                    | 32     | $418,811,387 |
| 15      | Крис Пратт             | $12,542,191,399               | Мстители: Финал ($2,797,800,564)                    | 33     | $380,066,406 |
| 16      | Idris Elba             | $12,487,434,811               | Мстители: Война бесконечности ($2 048,359,754)      | 46     | $271,465,974 |
| 17      | Дуэйн Джонсон          | $12,477,128,130               | Форсаж 7 ($1,514,553,486 )                          | 50     | $249,542,563 |
| 18      | Дон Чидл               | $12,418,000,329               | Мстители: Финал ($2,797,800,564)                    | 46     | $269,956,529 |
| 19      | Зои Салдана            | $12,270,690,383               | Аватар ($2,845,899,541)                             | 44     | $278,879,327 |
| 20      | Джереми Реннер         | $11,956,877,863               | Мстители: Финал ($2,797,800,564)                    | 32     | $373,652,433 |

## Более ранние времена

### До 2000 года
Опрос, проведенный TLA Video в 2000 году, показал, что следующие актеры продали больше всего билетов в кино в прокате.
| Рейтинг | Актер          | Продажи билетов (est.) |
| ------- | -------------- | ---------------------- |
| 1       | Кларк Гейбл    | 1,168,300,000          |
| 2       | Джон Уэйн      | 1,114,000,000          |
| 3       | Бинг Кросби    | 1,077,900,000          |
| 4       | Джеймс Стюарт  | 981,900,000            |
| 5       | Кэри Грант     | 942,500,000            |
| 6       | Спенсер Трейси | 937,200,000            |
| 7       | Гэри Купер     | 878,600,000            |
| 8       | Микки Руни     | 867,900,000            |
| 9       | Харрисон Форд  | 852,700,000            |
| 10      | Грегори Пек    | 728,000,000            |

### До 1966 года
В 1966 году Разнообразие составил список самых кассовых звезд, используя свои списки самых кассовых фильмов за все время, основанные на количестве фильмов, которые заработали в прокате 4 миллиона долларов или более в Соединенных Штатах и Канаде к концу 1965 года. Поскольку список был основан на количестве фильмов в чарте, возможно, были некоторые звезды, которые снялись в меньшем количестве фильмов, перечисленных в списке, но с более высоким общим прокатом. Как и в случае с текущими списками, в списке предпочтение отдается фильмам и звездам более поздних эпох, поскольку более поздние фильмы обычно собирают больше. Джон Уэйн возглавил список. Разнообразие отмечает, что последним хитом Кросби до 1965 года был "Высшее общество" в 1956 году, и на тот момент он возглавлял список. Они также отметили, что Гейбл был бесспорным королем, пока он не ушел в армию в 1942 году, и что он не был оценен выше, чем многие из его ранних хитов достигли своих 4 миллионов долларов и, следовательно, не были включены в его общую сумму.
| Рейтинг | Актер           | Всего (США /Канада прокат в США/Канаде) | Самый кассовый фильм (прокат в США/Канаде)    | Фильмы в чарте | Средний     |
| ------- | --------------- | --------------------------------------- | --------------------------------------------- | -------------- | ----------- |
| 1       | Джон Уэйн       | $113,422,000                            | Как был завоеван Запад (23 000 000 долларов)  | 17             | $6,671,882  |
| 2       | Чарльтон Хестон | $110,500,000                            | Бен-Гур (38 000 000 долларов)                 | 7              | $15,785,714 |
| 3       | Грегори Пек     | $105,075,000                            | Как был завоеван Запад (23 000 000 долларов)  | 14             | $7,505,357  |
| 4       | Фрэнк Синатра   | $95,450,000                             | Отсюда и в вечность (12 200 000 долларов)     | 17             | $5,614,706  |
| 5       | Элизабет Тейлор | $85,825,000                             | Клеопатра (23 500 000 долларов)               | 10             | $8,582,500  |
| 6       | Ричард Бертон   | $79,950,000                             | Клеопатра (23 500 000 долларов)               | 7              | $11,421,429 |
| 7       | Джеймс Стюарт   | $77,700,000                             | Как был завоеван Запад (23 000 000 долларов)  | 9              | $8,633,333  |
| 8       | Бинг Кросби     | $68,500,000                             | Белое Рождество (12 000 000 долларов)         | 11             | $6,227,273  |
| 9       | Кларк Гейбл     | $65,100,000                             | "Унесенные ветром" ($41 200 000)              | 6              | $10,850,000 |
| 10      | Уильям Холден   | $62,610,000                             | "Мост на реке Квай" ($17 195 000)             | 10             | $6,261,000  |
| 11      | Кэри Грант      | $62,550,000                             | Операция "Нижняя юбка" (9 500 000 долларов)   | 11             | $5,686,364  |
| 12      | Ширли Маклейн   | $62,150,000                             | Вокруг света за 80 дней (22 000 000 долларов) | 7              | $8,878,571  |
| 13      | Генри Фонда     | $61,250,000                             | Как был завоеван Запад (23 000 000 долларов)  | 6              | $10,208,333 |
| 14      | Фред Макмюррей  | $58,300,000                             | "Лохматый пес" (9 600 000 долларов)           | 8              | $7,287,500  |
| 15      | Спенсер Трейси  | $57,950,000                             | Как был завоеван Запад (23 000 000 долларов)  | 6              | $9,658,333  |
| 16      | Джин Симмонс    | $57,450,000                             | Халат (17 500 000 долларов)                   | 7              | $8,207,143  |
| 17      | Джек Леммон     | $56,405,000                             | Irma La Douce ($11,250,000)                   | 8              | $7,050,625  |
| 18      | Марлон Брандо   | $56,150,000                             | Сайонара ($10 500 000)                        | 9              | $6,238,889  |
| 19      | Дэвид Нивен     | $54,400,000                             | Вокруг света за 80 дней (22 000 000 долларов) | 6              | $9,066,667  |
| 20      | Дорис Дэй       | $53,900,000                             | Любовник возвращается (8 500 000 долларов)    | 9              | $5,988,889  |